# Підберезний Микола Петрович
Микола Петрович Підберезний (31 травня 1944, місто Верхньодніпровськ Дніпропетровської області — 19 травня 2016, місто Кам'янське Дніпропетровської області) — український металург, інженер, колишній генеральний директор Дніпровського металургійного комбінату Дніпропетровської області. Кандидат технічних наук (1994).

## Біографія
Трудову діяльність розпочав у 1963 році на Дніпровському металургійному заводі імені Дзержинського машиністом центральної мастильної установки цеху плющення періодичних профілів. У 1966 році, після служби в Радянській армії, повернувся на підприємство, де працював у новопрокатному цеху слюсарем, бригадиром слюсарів, начальником технічного бюро, начальником конструкторського бюро, механіком цеху, заступником головного механіка по прокатних цехах, начальником новопрокатного цеху.
Освіта вища. Член КПРС.
З 1982 року — виконувач обов'язків заступника головного інженера Дніпровського металургійного заводу імені Дзержинського по капітальних ремонтах і реконструкції металургійних агрегатів, виконувач обов'язків начальника відділу головного механіка — головного механіка заводу, виконувач обов'язків начальника виробничого відділу. У березні 1985 — грудні 1986 року — головний інженер — заступник генерального директора Дніпровського металургійного комбінату Дніпропетровської області. У грудні 1986 — 1987 року — генеральний директор Дніпровського металургійного комбінату.
У 1987—1990 роках — начальник виробничого відділу державного об'єднання металургійних підприємств Півдня «Південьметалургпром». У грудні 1990 — березні 1995 року — головний інженер — заступник генерального директора Дніпровського металургійного комбінату, у березні 1995 — серпні 1997 року — генеральний директор цього металургійного комбінату.
Потім — на пенсії в місті Дніпродзержинську (нині — Кам'янське).

## Нагороди
- медаль «За доблесну працю»
- заслужений працівник промисловості України